# Paulina Villarreal
V tomto španělském jméně je první část příjmení, neboli jméno po otci, Villarreal. Druhá část, jméno po matce, je Vélez.
Paulina Villarreal Vélez (*  5. února 2002) je mexická hudebnice. Je hráčkou na bicí, zpěvačkou a skladatelkou hudby pro skupinu The Warning.

## Život a kariéra
Villarreal se narodila v Mexiku ve městě Monterrey. Chodila na dvojjazyčnou střední školu (Liceo de Monterrey Redwood), což přispělo k její současné plynné znalosti angličtiny.
Od raného dětství se učila hře na klasické piano a od šesti let navštěvovala lekce hry na bicí. Vášeň jejích rodičů a hraní video hry Rock Band přivedly Paulinu k rockové hudbě. Její otec nahrával na kanál YouTube videa, ve kterých Paulina ztvárňovala cover verze známých popových a rockových hitů.
Na její styl hry měl největší vliv Neil Peart.
V roce 2013 se sestry rozhodly založit hudební kapelu. Většinu písní The Warning zpívá kytaristka Daniela, ale v některých případech zastupuje roli hlavního zpěvu i Paulina.
V roce 2014 se Paulina objevila v časopise o ženách za bicími s názvem Tom Tom Magazine. Ve stejném roce viděl video, kde spolu se svými sestrami hraje cover verzi skladby „Enter Sandman“ od Metallicy, její kytarista Kirk Hammet, který Paulině pochválil její výkon ve zveřejněném tweetu.
V roce 2015, poté, co se video se skladbou „Enter Sandman“ stalo virálním, byly Paulina a její sestry pozvány jako hudební hosté do pořadu Ellen Show. V pořadu je Ellen DeGeneresová podpořila finančním darem, který jim pomohl získat stipendium pro absolvování pětitýdenního programu ve škole Berkelee College of Music – s věkovou úlevou, protože požadovaný věk pro účast na tomto kurzu byl 14 let.
Tou dobou již Paulina Villarreal psala vlastní texty a skládala vlastní hudbu. V roce 2015 The Warning nahrály a vydaly své první EP.
V dubnu 2022 byla Paulina pozvána, aby vedla speciální lekci Bicí a kompozice na akci Sound:Check Xpo v Mexiku.
V roce 2024 se Villarreal poprvé zhostila role umělecké režisérky, když vytvořila a režírovala oficiální video ke skladbě „Qué Más Quieres“.

## Vybavení
Paulina Villarreal hraje na bicí značky DW (Drum Workshop), řady Performance Series. Dále používá vířivý buben značky Ludwig, model Black Beauty. Její stojan značky DW je na míru přizpůsobený na její malou postavu.
Paulina je oficiálně sponzorována firmou Sabian a v současné době používá její činely řady HHX.
Také používá pedály MIDI značky Roland a notebook se softwarem Ableton na ovládání časování živých vystoupení a také další instrumentaci a vizuální pomůcky, které se objevují na obrazovce za scénou.
U některých skladeb používá také cowbell.

## Ocenění
V září 2023 byla Paulina Villarreal čtenáři časopisu Modern Drummer zvolena jako číslo jedna v kategorii „Up and Coming“.
Na webu Drumeo byla Paulina v únoru 2024 vyhlášena jako Rocková bubenice roku.
V březnu 2024 obdržela na akci 2024 Decididas Summit ocenění Decididas Global Award, s vysvětlením, že „překračuje hranice a inspiruje nás k VELKÝM snům“. Byla vyznamenána za svůj příspěvek k mexickému hudebnímu průmyslu a mexické společnosti a za to, že vyniká jako ukázková přední umělkyně, která se snaží inspirovat další mladé ženy, aby si šly za svým snem. Při obdržení této ceny Villarreal uvedla: „Když jsem se o tomto uznání dozvěděla, mé první pocity byly nejistota a obavy. Tady obvykle dostávají ocenění lékaři, astronauti nebo inženýři a já říkám: ‚Já jsem jen bubeník,‘ ale moje máma mi vysvětlila, že to, co dělám, má dopad na životy druhých.“
V červnu 2024 byla Paulina mexickým vydáním magazínu Forbes vybrána na seznam 100 nejvlivnějších žen Mexika.

## Osobní život
Paulina je prostřední ze tří sester Villarrealových, které tvoří mexickou rockovou kapelu The Warning.
V rozhovorech zmiňuje, že ji zajímají finance a plánuje studovat něco v tomto oboru.
Líbí se jí fantasy knihy, anime a manga, které ji inspirují k psaní textů a skládání hudby.